# 古城站 (昆明市)
古城站是昆明地铁4号线的地铁车站，位于中华人民共和国云南省昆明市呈贡区古滇路与石龙路交叉口，于2020年9月23日开通。

## 车站结构
古城站位于古滇路与石龙路交叉口，沿古滇路设置，呈南北走向，为地下两层岛式站台车站，车站长466米，标准段宽20米，车站地下一层为站厅层，地下二层为站台层，站台设置全高站台门。车站南侧设有两条存车线。
| 地面              | 出入口 | A、B、C、E出入口                                                                                                |
| 地下一层          | 站厅   | 客服中心、自动售票机、验票机                                                                                    |
| 地下二层          | 站台   | \| \| \| █ 4号线往金川路（梅子村） \| \| 島式 · 開左邊车门 \| \| \| \| \| \| █ 4号线往昆明南火车站（可乐村） \| |
|                   |        | █ 4号线往金川路（梅子村）                                                                                       |
| 島式 · 開左邊车门 |        | |
|                   |        | █ 4号线往昆明南火车站（可乐村）                                                                                 |

## 出入口
古城站目前开放4个出入口，各出口及周围设施如下所示：
| 编号                  | 地点           | 建议前往的目的地                       | 照片 |
| --------------------- | -------------- | -------------------------------------- | ---- |
| 出口 · A              | 石龙路         |                                        |      |
| 出口 · B              | 古滇路         |                                        |      |
| 出口 · C · 升降机标志 | 古滇路         |                                        |      |
| 出口 · E              | 古滇路、石龙路 | 费孝通旧居、魁阁休闲公园、呈贡龙成街道 |      |
| 註： 設有             |                |                                        |      |

## 接驳交通

### 公交车
- 古城地铁站E口：K28路

## 车站历史
本站建设时期工程名为上古城站，开通前确定以古城站作为车站正式名称。
- 2018年6月5日，车站主体结构封顶[2]。
- 2020年9月23日，车站随4号线通车开通[1]。